# 여성형유방증
여성형유방증(한자: 女性型乳房症, 영어: gynecomastia)은 남성의 흉부가 여성의 형태로 발육하는 증상이다. 후술의 이유에 의한 진성과, 비만에 의한 허위성이 있다. 여성형 유방 자체는 생명 유지에 영향을 주지 않지만, 유방암의 위험이나, 후술대로, 정소종양이나 간 기능 저하의 증상이 일어날 가능성도 있다.
가장 많은 것은 특히 이유 없는 “특발성 여성형 유방”이라 불리는 타입으로, 건강상의 문제는 없는 것으로부터, 유방이 극단적으로 커지지 않는 이상 방치되는 경우도 많다.

## 원인
테스토스테론이 부족하면 생긴다. 자위나 성관계를 하면 테스토스테론이 감소하고 여성 호르몬이 늘어나므로 이 증상이 나타난 경우 이들 행위를 멈춰 보는 것이 좋다. 일반적으로 테스토스테론이 부족하면 성욕이 줄어들지만 성욕이 강함에도 불구하쯕 이 증상이 나타나기도 한다. 이런 경우 남성성과 여성성이 동시에 강화되기도 한다. 즉 이 증상을 갖는 남자들의 성욕이 모두 작은 것은 아니며 반대로 강한 성욕을 가진 남자들에게 이 증상이 나타나기도 한다. 테스토스테론은 아로마타제 효소를 통해 에스트로겐으로 바뀌므로 성욕이 강하면서 이 증상을 갖는 경우 아로마타제 효소의 작용을 살펴보는 것이 좋다. 포도씨 추출물이 아로마타제 억제제의 역할을 하고 알콜은 아로마타제 효소의 역할을 한다.

## 진단

### 분류
여성형유방증 심각도의 스펙트럼은 단계별 시스템으로 분류된다:
- 단계 I: 사소한 확장, 피부 과다(skin excess) 없음
- 단계 II: 중간 단계의 확장, 피부 과다 없음
- 단계 III: 중간 단계의 확장, 피부 과다 있음
- 단계 IV: 눈에 띄는 확장, 피부 과다 있음

## 처치
일반적으로 수술이 제일 좋은 방법이라고 알려져 있다. 이 수술을 하는 의사들을 중심으로 수술 말고는 다른 방법이 없다는 주장이 퍼지고 있지만 이는 틀리다. 사람 몸의 모든 세포들은 만들어진 뒤 사라지므로 유선조직 역시 사라질 수 있으며, 수술을 해도 원인이 지속되면 다시 생기기도 한다. 여성형 유방증 수술 관련 칼럼

## 같이 보기
- 유방비대증
- 남성용 브래지어